# Vincenzo Pacetti

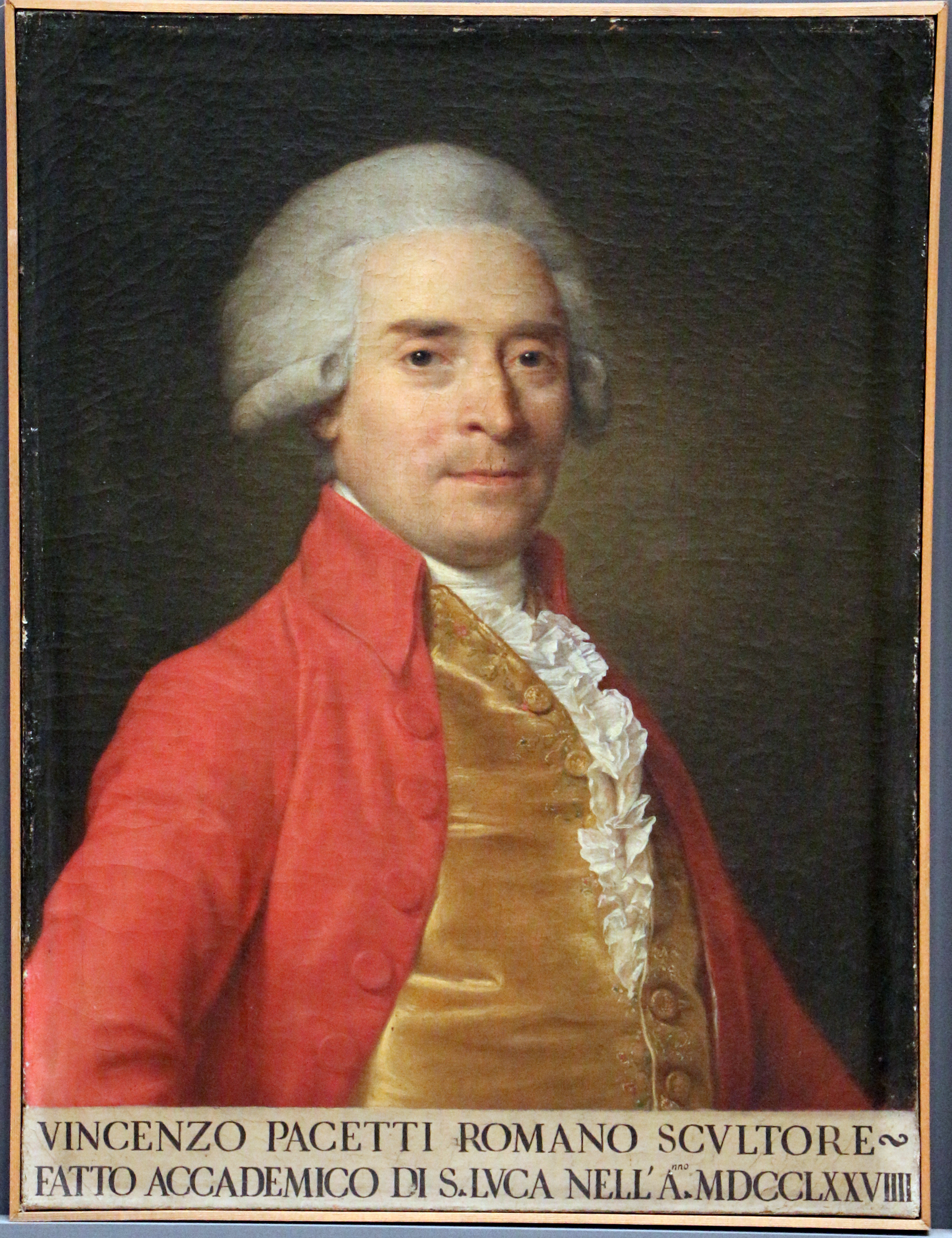
Vincenzo Pacetti, Porträt von Anton von Maron, um 1790, Accademia di San Luca

Vincenzo Pacetti (* 3. April 1746 in Rom; † 28. Juli 1820 ebenda) war ein italienischer Bildhauer und Restaurator.

## Leben
Vincenzo Pacetti wurde als ältester Sohn des Gemmenschneiders Andrea Pacetti und der Lucrezia Saiocchi in Rom geboren und in der Kirche Santa Maria in Trastevere getauft. Sein jüngerer Bruder Camillo war ebenfalls Bildhauer.
Er erhielt seine Ausbildung in der Werkstatt von Tommaso Righi und in Kursen der Aktschule am Kapitol. Pacetti gewann mehrere Preise, darunter 1766 den dritten Preis in der ersten Klasse der Bildhauerei an der Accademia di San Luca mit der Terrakotta Der Pharao empfängt Jakob und Joseph. Ab 1766 arbeitete er mit Pietro Pacilli in dessen Atelier in der Nähe der Spanischen Treppe. Nach dessen Tod 1772 übernahm er das Atelier und begann eine erfolgreiche Karriere als Bildhauer und Restaurator von antiken Skulpturen. Seine eigenen Werke zeigen eine klare klassizistische Ausrichtung. Neben mythologischen und religiösen Skulpturen schuf er auch zahlreiche Porträtbüsten und Grabmäler.
Nach einem vergeblichen Ansuchen 1775 wurde er 1778 in die Accademia di San Luca aufgenommen. Pacetti wurde ebenfalls Mitglied der Accademia dei Virtuosi al Pantheon.
1777 heiratete er Teresa Gonzales, die Schwester der Frau des Malers Laurent Pécheux. Das Paar bekam zehn Kinder, darunter Giuseppe (1782–1839), der Bildhauer wurde, und Michelangelo (1793–1865), der Maler wurde.

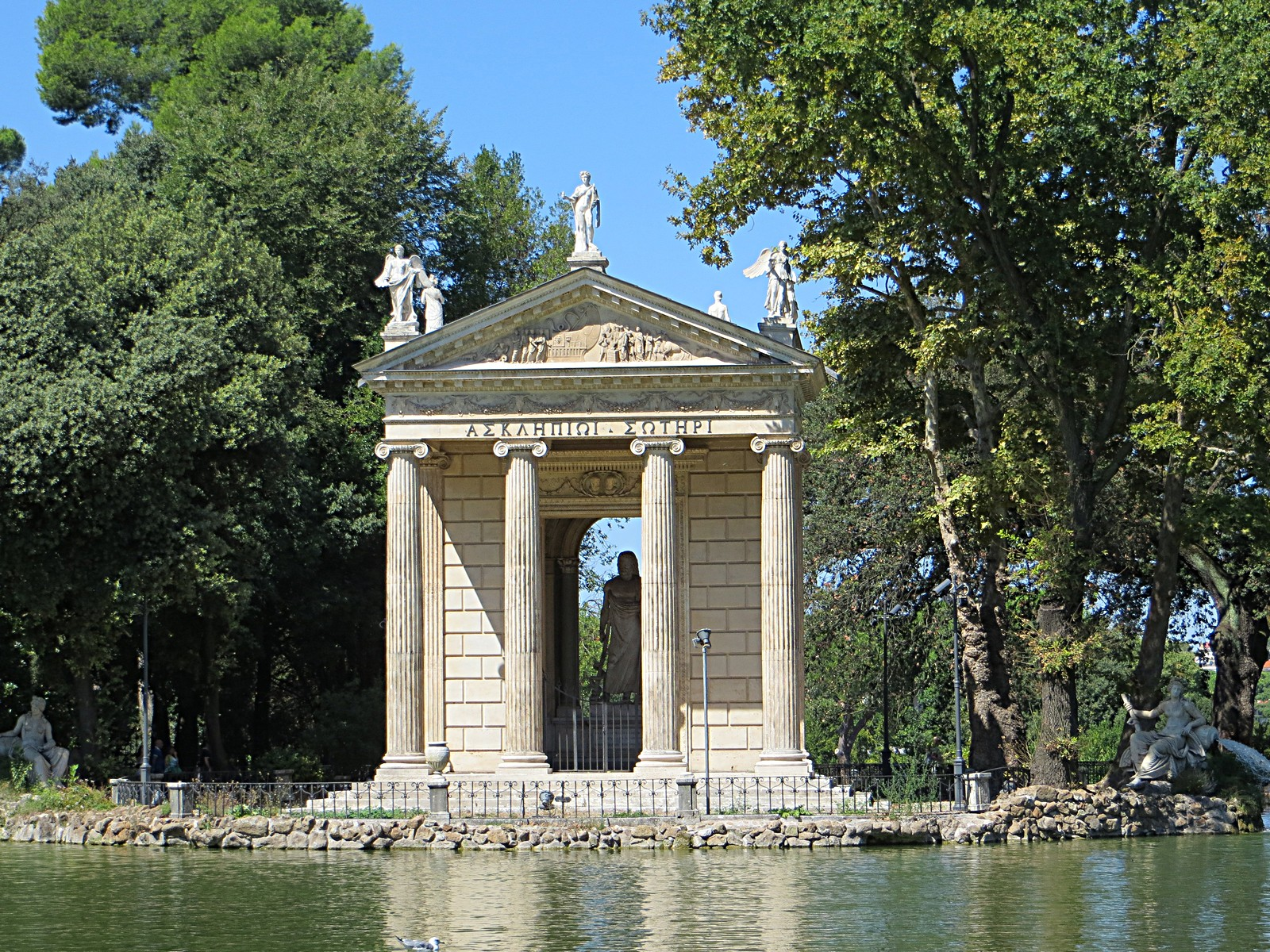
Äskulaptempel im Park der Villa Borghese mit Skulpturen von Pacetti

In der zweiten Hälfte der 1770er Jahre war er mit mehreren anderen Künstlern unter der Leitung der Architekten Antonio Asprucci und Ennio Quirino Visconti an der Renovierung und Ausstattung der Villa Borghese beteiligt. Er schuf unter anderem Reliefs und Einrichtungsgegenstände für das Casino Nobile, restaurierte zahlreiche antike Skulpturen und war an der Gartengestaltung beteiligt. In den späten 1770er und 1780er Jahren erhielt er auch etliche kirchliche Aufträge.
Pacetti war nicht nur ein produktiver Bildhauer und Restaurator, sondern auch als Sammler und Händler von Antiquitäten, Gemälden, Zeichnungen, Drucken und Büchern tätig. Dabei stand er in Verbindung mit den bedeutendsten Restauratoren und mit zahlreichen in Rom tätigen ausländischen Künstlern. In den 1780er Jahren hatte er sein Geschäft mit Antiquitäten so stark ausgebaut, dass er zahlreiche Mitarbeiter beschäftigte und mehrere Lagerhallen zur Unterbringung anmieten musste.
Als Testamentsvollstrecker des 1799 verstorbenen Bartolomeo Cavaceppi gelang es ihm dank Streitigkeiten der Erben, dessen Sammlung von rund 6000 Zeichnungen zu einem viel zu niedrigen Preis zu erwerben, was allerdings einen langen Rechtsstreit zur Folge hatte. Sein Sohn Michelangelo verkaufte die Sammlung an Gustav Friedrich Waagen, über den sie 1843 ins Berliner Kupferstichkabinett kam.

## Werke

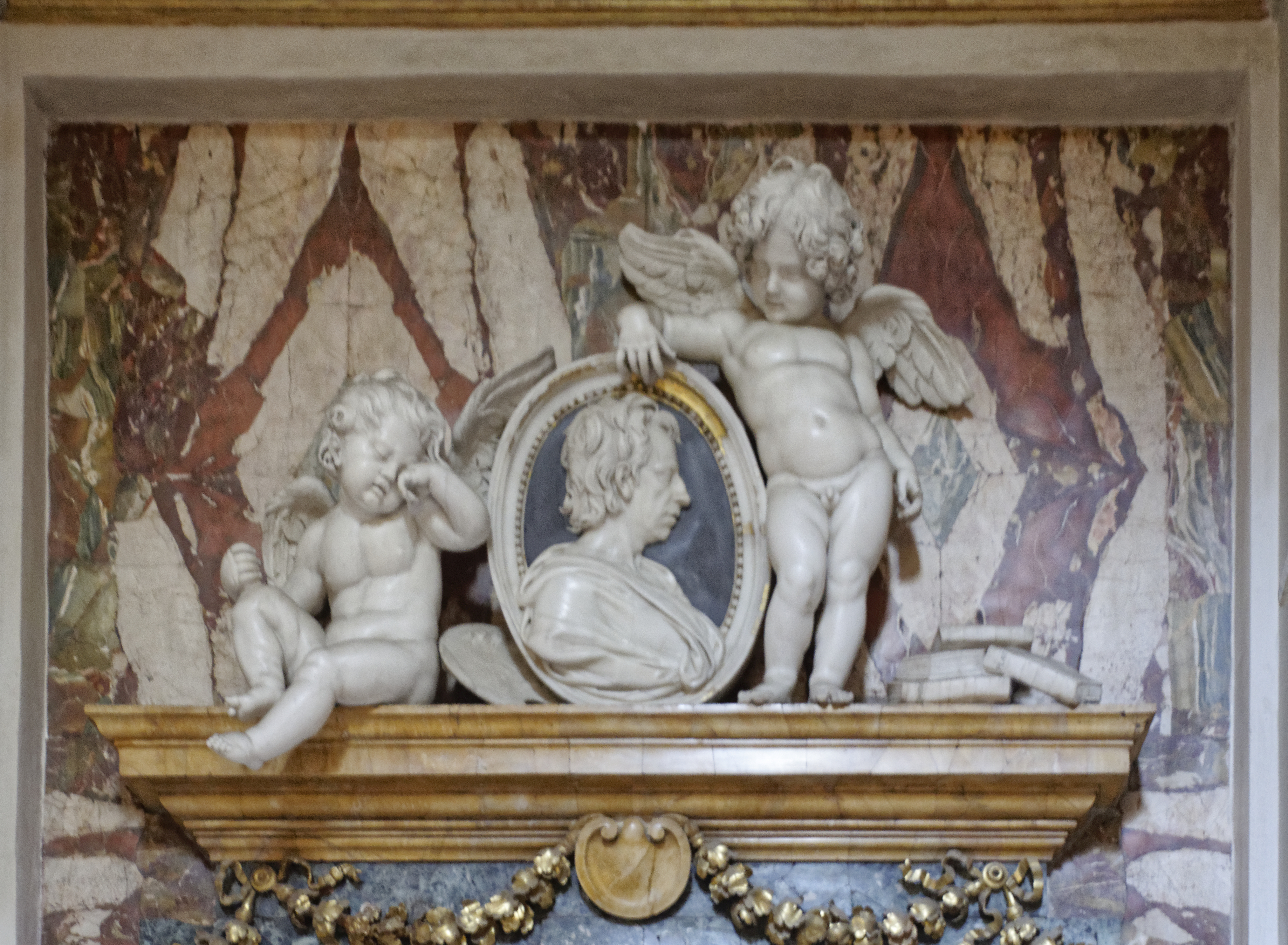
Grabmal Anton Raphael Mengs’ (1784)

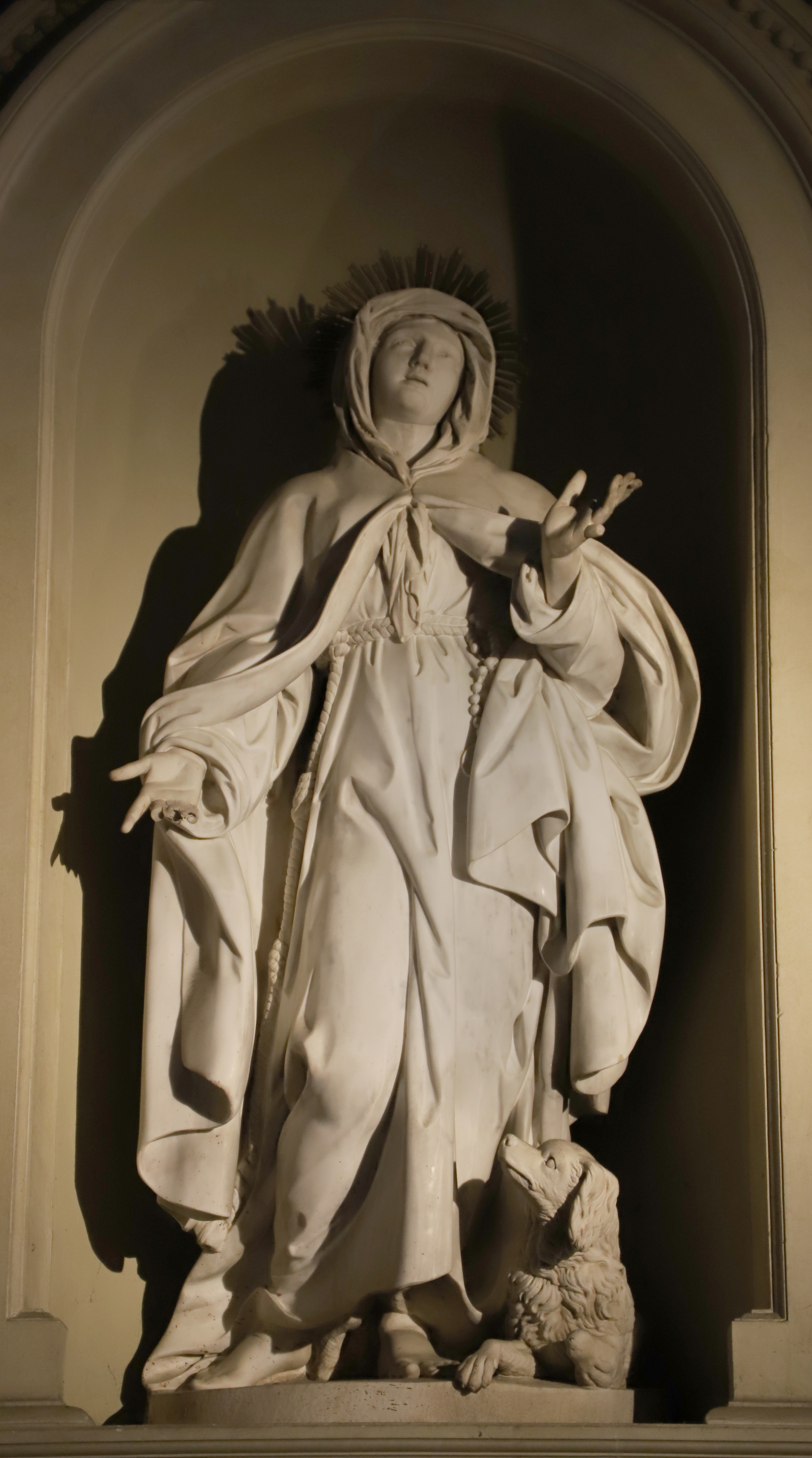
Statue der hl. Margareta von Cortona (um 1780)

- Grabmal für Emanuele Pinto de Fonseca, Kirche San Giovanni in Valletta, 1774/75
- Reliefs in der Eingangshalle (Apollo, Tänzerin, Herakles und Iole, Opferung der Polyxena), mehrere Reliefs im Kaisersaal, Basrelief Korybantentanz im Apollosaal, zwei Supraporten, Casino nobile der Villa Borghese in Rom, um 1775/80
- Statuen und Reliefs am Äskulaptempel, Park der Villa Borghese, um 1780
- Skulpturen für die Kirche San Francesco in Civitavecchia, 1778–1780
- Kolossalstatue der hl. Margareta von Cortona für die Kirche Santa Margherita in Cortona, um 1780
- Büste von Marco Benefial für das Pantheon, 1781–1783 (heute in der Protomoteca capitolina)
- Büste von Pius VI., 1783 (heute im Museo di Sant’Agostino in Genua)
- Stuckengel für den Altar von Santa Maria del Pianto in Rom, 1784
- Grabmal für Anton Raphael Mengs, Kirche Santi Michele e Magno in Rom, 1784
- Entwurf von vier Statuen für die Fassade der Dreifaltigkeitskirche in Viterbo, 1786–1787 (ausgeführt von Camillo Pacetti)
- Büste von Pietro Bracci für das Pantheon, 1794–1795
- Statuen für die Fassade des Doms von Orvieto, nach 1795
- Basrelief von Pius VII. für die Villa Locatelli in Spoleto, 1800
- Grabmal des Marquis Giuseppe Zagnoni in der Basilika San Lorenzo in Lucina in Rom, 1803–1807